# Ōkami Kodomo no Ame to Yuki
Ōkami Kodomo no Ame to Yuki (おおかみこどもの雨と雪, Els infants llops Ame i Yuki) és una pel·lícula de fantasia dramàtica d’animació japonesa dirigida i coescrita per Mamoru Hosoda. El segon llargmetratge original dirigit per Hosoda i el primer treball escrit per ell, la pel·lícula protagonitza les veus d'Aoi Miyazaki, Takao Osawa i Haru Kuroki. El tema central de la història és "pare i fill", que representa 13 anys de la vida de una dona jove, Hana, que s'enamora d'un home llop mentre està a la universitat, i després de la seva mort ha de criar els fills meitat llop meitat humans resultants, Ame i Yuki, que creixen i troben els seus propis camins a la vida.
Hosoda va establir l'Studio Chizu per a la producció. Yoshiyuki Sadamoto, de Fushigi no umi no Nadia (1990) i Neon Genesis Evangelion (1995), va dissenyar els personatges. Es va estrenar mundialment com a Wolf Children a París el 25 de juny de 2012 i es va estrenar a les sales el 21 de juliol de 2012 al Japó. Funimation va distribuir la pel·lícula a Amèrica del Nord i Manga Entertainment va adquirir els drets pel Regne Unit.

## Argument
A Tòquio, Hana s'enamora d'un home enigmàtic durant el seu segon any d'universitat, que finalment es revela com un home llop. Més tard tenen dos fills, una filla anomenada Yuki (Neu) i un fill anomenat Ame (Pluja). El seu pare mor en un accident mentre buscava menjar poc després del naixement d'Ame.
La vida de la Hana com a mare soltera és difícil; ha d'amagar els nens mentre canvien constantment entre la seva forma humana i la de llop, i sovint es barallen. Després de rebre queixes de soroll i una visita dels serveis socials preocupats perquè els nens no s'hagin vacunat, la Hana trasllada la família al camp allunyada dels veïns indiscrets. Ella treballa dur per reparar una casa en ruïnes, però lluita per mantenir la família amb els seus propis cultius. Amb l'ajuda d'un vell estricte anomenat Nirasaki, aprèn a cultivar prou i fa amistat amb alguns dels locals.
Un dia, Ame gairebé s'ofega en un riu mentre intenta caçar un martí pescador. Yuki el rescata, i Ame es torna més confiat en les seves habilitats de llop. La Yuki demana a la seva mare que la matriculi en una escola pública, i Hana accepta amb la condició que la Yuki mantingui en secret la seva naturalesa de llop. Yuki aviat fa amics a l'escola mentre l'Ame és assetjat pels seus companys de l'escola. Mentrestant, Ame sovint se salta l'escola i s'interessa més pel bosc i pren lliçons d'una guineu gran sobre la supervivència a la natura.
A quart grau, la classe de la Yuki rep un nou estudiant de transferència, Sōhei, que s'adona que hi ha alguna cosa inusual en ella. Quan la persegueix arraconant-la, Yuki s'enfada cada cop més, la qual cosa la porta a transformar-se en un llop i, sense voler, li lesiona l'orella. A la reunió amb els seus pares i professors, Sōhei afirma que un llop el va atacar, absolt Yuki de la culpa, i els dos es fan amics.
Yuki castiga Ame per no anar a l'escola. Quan ell es nega, es barallen físicament.
Dos anys més tard, l'escola primària acaba abans d'hora a causa del mal temps. Quan l'Hana està a punt de marxar per recuperar-la, l'Ame desapareix al bosc per ajudar al seu mestre guineu moribund, i Hana el segueix. Yuki i Sōhei es queden sols a l'escola. Yuki revela la seva habilitat a Sōhei i confessa que realment va ser ella qui el va atacar. Li diu que ja ho sabia, i promet mantenir-la en secret.
Mentre busca l'Ame, la Hana rellisca i cau d'un penya-segat. Ella veu una visió del pare dels nens dient-li que Yuki i Ame trobaran els seus propis camins a la vida, i ella els ha criat bé. Ame troba la Hana i la porta a un lloc segur. Ella es desperta per veure’l transformar-se completament en un llop adult i fugir cap a les muntanyes. Adonant-se que ha trobat el seu propi camí, ella accepta el seu adéu alegrement però amb llàgrimes.
Un any més tard, Yuki marxa de casa per traslladar-se a un dormitori de secundària. Els udols del llop d'Ame s'escolten a tot arreu al bosc. Hana, que ara viu sola, reflexiona que criar els seus fills llop era com un conte de fades i se sent orgullosa de la manera com els va criar.

## Repartiment de veu
| Personatge                                                   | Veu                                                 | Veu                                 |
| Personatge                                                   | Japonès                                             | Anglès                              |
| ------------------------------------------------------------ | --------------------------------------------------- | ----------------------------------- |
| Hana (花)                                                    | Aoi Miyazaki                                        | Colleen Clinkenbeard                |
| The Wolfman (狼, Ookami)                                     | Takao Osawa                                         | David Matranga                      |
| Yuki (雪)                                                    | Haru Kuroki Momoka Ono (大野百花) (nen)             | Jad Saxton Lara Woodhull (nen)      |
| Ame (雨)                                                     | Yukito Nishii (西井幸人) Amon Kabe (加部亜門) (nen) | Micah Solusod Alison Viktorin (nen) |
| Sōhei Fujii (藤井 草平, Fujii Sōhei)                         | Takuma Hiraoka (平岡拓真)                           | Jason Liebrecht                     |
| Sōhei's mother (草平の母, Sōhei no haha)                     | Megumi Hayashibara                                  | Lydia Mackay                        |
| Grandpa Nirasaki (韮崎のおじいちゃん, Nirasaki no ojii-chan) | Bunta Sugawara                                      | Jerry Russell                       |
| Mr. Nirasaki (韮崎の旦那さん, Nirasaki no danna-san)         | Takashi Kobayashi (小林隆)                          | Kenny Green                         |
| Mrs. Nirasaki (韮崎のおばさん, Nirasaki no oba-san)          | Tomie Kataoka (片岡富枝)                            | Wendy Powell                        |
| Tanabe (田辺)                                                | Shota Sometani                                      | Sonny Strait                        |
| Hosokawa (細川)                                              | Tadashi Nakamura                                    | R. Bruce Elliott                    |
| Yamaoka (山岡)                                               | Tamio Ōki                                           | Bill Flynn                          |
| Tendō (天童)                                                 | Hajime Inoue (井上肇)                               | Kent Williams                       |
| Kuroda (黒田)                                                | N/D                                                 | Mike McFarland                      |
| Horita (堀田)                                                | Kumiko Asō                                          | Jamie Marchi                        |
| Oncle Horita                                                 | N/D                                                 | Mark Stoddard                       |
| Tia Horita                                                   | N/D                                                 | Melinda Wood Allen                  |
| Doi (土肥)                                                   | Mitsuki Tanimura                                    | Kate Oxley                          |
| Oncle Doi                                                    | N/D                                                 | Bob Magruder                        |
| Tia Doi                                                      | N/D                                                 | Linda Leonard                       |
| Shino (信乃)                                                 | Rino Kobayashi (小林里乃)                           | Leah Clark                          |
| Bunko (文子)                                                 | Chika Arakawa (荒川ちか)                            | Felecia Angelle                     |
| Sōko (荘子)                                                  | Fūka Haruna                                         | Alexis Tipton                       |
| Keno (毛野)                                                  | Mone Kamishiraishi                                  | Kristi Kang                         |
| Masashi (仁)                                                 | Shunya Kaneko (金子隼也)                            | N/D                                 |
| Masanori (礼儀)                                              | Ruiki Satō (佐藤瑠生亮)                             | N/D                                 |
| Tadatomo (忠与)                                              | Tensei Matsuoka                                     | Eric Vale                           |
| Radio Announcer (ラジオ・アナウンサー, Rajio anaunsā)        | Taichi Masu (桝太一) (Nippon TV announcer)          | Jason C. Miller                     |

## Producció
Una de les motivacions d'Hosoda per treballar en aquesta pel·lícula va ser que la gent del seu voltant havia començat a criar fills, i "els va veure brillar quan es convertien en pares". En una entrevista a Anime! Anime! El febrer de 2013, Hosoda va explicar per què va triar l'escenari de Wolf Children malgrat que es tracta d'una història sobre la cria d'un fill: "En general es dóna per fet que els nens es crien i després creixen. Però per a les persones reals implicades, no és gens natural. Per tal que el públic comparteixi aquest sentiment, vaig pensar que estaria bé que tots compartíssim una experiència que ningú més va tenir (criar un nen home llop)."
En una entrevista a Famitsu, Hosoda va dir: "Acostumava a donar per fet que la gent tindria fills. No obstant això, després de casar-me, vaig començar a adonar-me que criar fills a la ciutat és una dificultat. pel que fa al medi ambient, com el suport públic, i que viure al camp no és necessàriament fàcil, i que hi ha una dificultat de no tenir ningú de la mateixa edat. Jo volia fer una pel·lícula sobre tal resistència”. La criança humana no es pot fer en un aïllament total, i el motiu per triar els llops com a material del projecte va ser que "els llops estan molt orientats a la família, i són animals disciplinats que tenen un líder que lidera la manada i conviu amb tot el grup en ment."

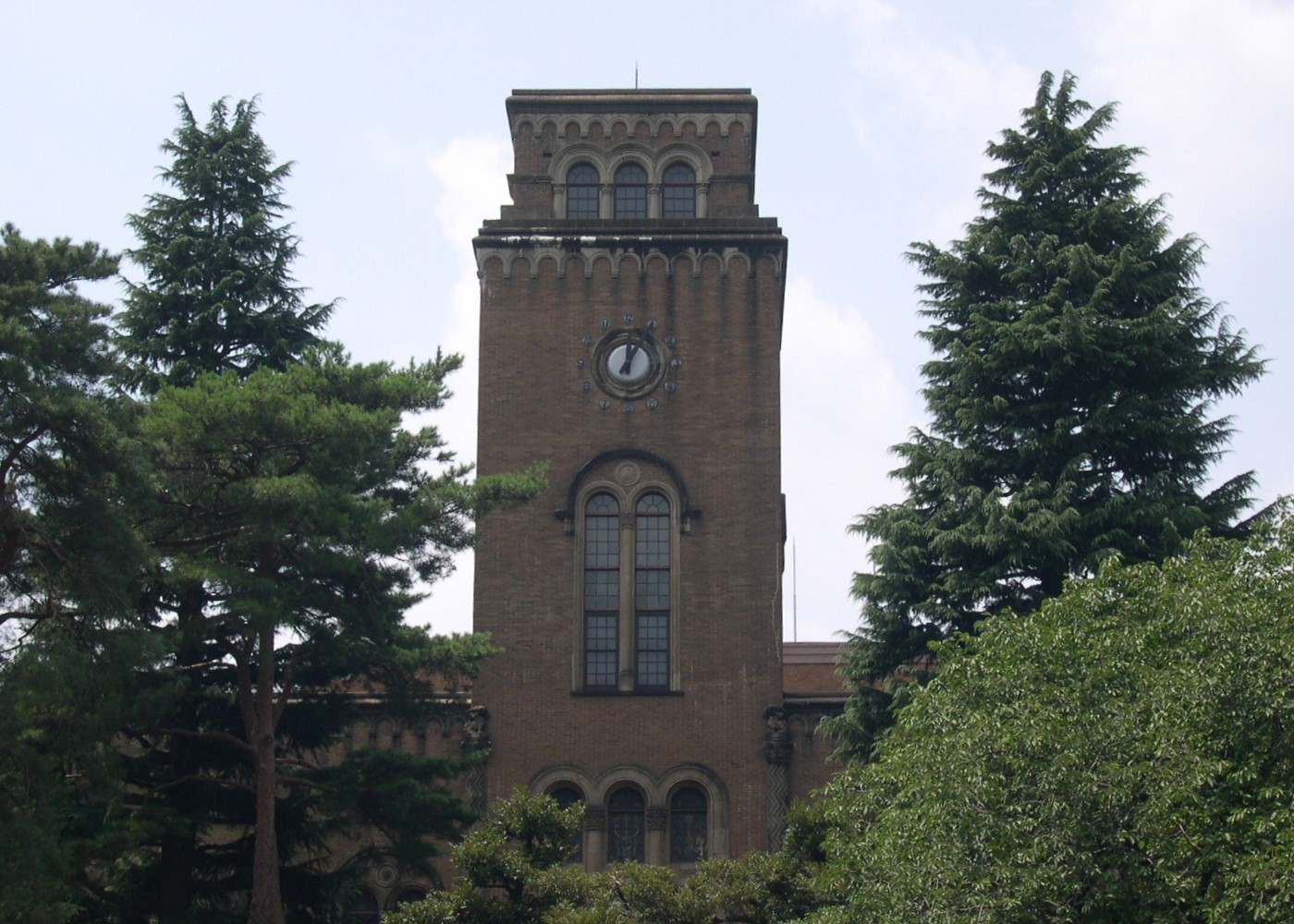
La torre del rellotge de la biblioteca de la Universitat de Hitotsubashi va ser una de les diverses ubicacions dels models a què es va fer referència durant la producció

L'escenari de la primera part de la història, "una universitat nacional als afores de Tòquio", està inspirat en la Universitat de Hitotsubashi a Kunitachi (Tòquio). A més, el camp on Hana es trasllada està inspirat en el bosc no urbanitzat de la prefectura de Toyama. El teló de fons de la pel·lícula representa el paisatge del Kamiichi del districte de Nakaniikawa, la ciutat natal d'Hosoda, i la ciutat veïna de Tateyama, i es va revelar que l'exalcalde de Kamiichi, Naoshi Itō, es va acostar a Hosoda per "fer una pel·lícula basada en la ciutat". L'antiga casa que va servir de model per a la casa de Hana era una casa particular propietat de Masao Yamazaki, que vivia a Kamiichi. El 2007, cinc anys abans de l'estrena de la pel·lícula, Yamazaki va morir, i la casa es va considerar per a la demolició, però va ser escollida com a model per a la casa de Hana, i després que la pel·lícula es convertís en un gran èxit, es va obrir al públic pels propietaris (parents de Yamazaki) i els voluntaris (a partir del 2015). L'escola primària a la qual van assistir Ame i Yuki es va inspirar en l'escola primària Tanaka (només l’institut encara existeix). El yakitori amb salsa que apareix a la pel·lícula és l'oidare yakitori, un plat local de Ueda (Nagano), on viuen els pares de la dona d'Hosoda.

## Llançament
En una conferència de premsa celebrada el 18 de juny de 2012, el director Mamoru Hosoda va anunciar que Wolf Children s'estrenaria a 34 països i territoris. L'estrena d'aquesta pel·lícula va ser a França el 25 de juny de 2012, marcant el seu debut internacional.
Posteriorment es va llançar al Japó el 21 de juliol de 2012. La data de llançament de Blu-ray i DVD de la pel·lícula per al Japó va ser el 20 de febrer de 2013. La pel·lícula va tenir una estrena limitada als Estats Units el 27 de setembre de 2013.
Wolf Children es va projectar a l'Animefest el maig de 2013 a la República Txeca i a l'Animafest Zagreb de juny de 2013 a Croàcia.

### Altres mitjans
A més de la pel·lícula, Kadokawa Shoten] va publicar dues novel·lacions i un manga escrit per Hosoda (amb art de Yū (優)) estrenat per Kadokawa Shoten.El manga va ser traduït a l'anglès per Yen Press i va ser nominat a la millor edició estatunidenca en categoria de Material Internacional—Àsia als Premis Eisner 2015. Com a enllaços a la pel·lícula, Kadokawa, Media Pal i Pia van publicar un llibre d'imatges de la pel·lícula, un llibre d'art i un llibre storyboard.
- Mamoru Hosoda Pia, Pia, July 10, 2012, ISBN 9784835621203
- Wolf Children Ame and Yuki by Mamoru Hosoda, Kadokawa Tsubasa Bunko, July 15, 2012, ISBN 9784046312488
- Kadokawa Picture Book Wolf Children Ame and Yuki by Mamoru Hosoda, Kadokawa Shoten, July 15, 2012, ISBN 9784041102473
- Wolf Children Ame and Yuki Storyboards Animestyle Archive by Mamoru Hosoda, Media Pal, July 21, 2012, ISBN 9784896102468
- Wolf Children Ame and Yuki Official Book: Hana no Yō ni edited by the Wolf Children Ame and Yuki Production Committee, Kadokawa Shoten, July 23, 2012, ISBN 9784041102480
- Wolf Children Ame and Yuki Artbook edited by the Wolf Children Ame and Yuki Production Committee, Kadokawa Shoten, August 25, 2012, ISBN 9784041102862

## Recepció

### Taquilla
Wolf Children va ser la segona pel·lícula més taquillera al Japó el cap de setmana de debut del 21 al 22 de juliol de 2012, superant l'animació de Pixar Brave, que va debutar al Japó el mateix cap de setmana. Va atreure una audiència de 276.326 durant tot el cap de setmana, amb una recaptació de 365,14 milions de iens. Posteriorment, la pel·lícula va superar el treball anterior d'Hosoda Summer Wars ' uns 1.600 milions de iens bruts durant el cap de setmana del 12 al 13 d'agost de 2012. En total, Wolf Children va recaptar 4.200 milions de iens, la qual cosa la va convertir en la cinquena pel·lícula més taquillera del Japó el 2012.

### Recepció crítica
El lloc web de l'agregador de ressenyes Rotten Tomatoes informa que el 95% dels crítics han donat a la pel·lícula una crítica positiva basada en 19 crítiques, amb una valoració mitjana de 8,5/10. A Metacritic,la pel·lícula té una puntuació mitjana ponderada de 76 sobre 100 basada en 8 crítics, la qual cosa significa "ressenyes generalment favorables".
Mark Schilling de The Japan Times va donar a la pel·lícula tres estrelles de cada cinc i va escriure que "La influència de Miyazaki en el propi treball d'Hosoda sembla òbvia, pel seu bonic però realista estil a la seva preocupació pels problemes socials urgents i les emocions desordenades dels éssers humans reals". Va sentir que la pel·lícula estava "al costat convencional i previsible... atractiu als fans de Jane Eyre en una escena, els fans de Call of the Wild a la següent " i va criticar els seus "raïls estereotipats i ben gastats".
Thomas Sotinel de Le Monde va donar a la pel·lícula cinc estrelles de cinc. Dave Chua de Mypaper també va elogiar el "magnífic ull discret de la pel·lícula per als detalls, des del granet de fusta de les portes fins a les escenes del bosc capturades amb amor, que ajuden a elevar la pel·lícula per sobre de la tarifa habitual d'animació".Chris Michael de The Guardian va donar a la pel·lícula quatre de cinc, escrivint que "explicar la història a través dels ulls dels afligits, afligits però indomables. la mare li dóna a aquesta pel·lícula familiar tranquil·la, divertida i de tant en tant sentimentaloide amb una maduresa mai assolida a Crepuscle". Kenneth Turan de Los Angeles Times la va descriure com "una història estranya, explicada amb un estil únic que se sent parts iguals de sentimental, ombrívol i estrany", i va sentir que les actuacions en anglès eren inadequadament dolces i simplistes. Steven D. Greydanus, escrivint per National Catholic Register, va nomenar la pel·lícula un segon lloc a la seva llista de millors pel·lícules del 2013, escrivint: "Malgrat un breu contingut problemàtic inicial i una decepció climàtica ambigua, la història principal és màgica".

### Premis
Wolf Children va guanyar el Premi de l'Acadèmia del Japó d'Animació de l'Any 2013, el Premi Mainichi de Cinema a la millor pel·lícula d'animació de 2012, i el Tokyo Anime Award a la Fira Internacional Anime de Tòquio de 2013. Va guanyar dos premis al festival Films from the South a Noruega: el premi principal, el Silver Mirror i el premi del públic. a guanyar un premi del públic al New York International Children's Film Festival i el premi al millor disc d'anime 2014 de Home Media Magazine. També va guanyar el Premi Anima't al millor llargmetratge d'animació al XLV Festival Internacional de Cinema Fantàstic de Catalunya.